# Liste de jeux Amiga de A à H
Ceci est une liste de jeux pour le Commodore Amiga, organisé alphabétiquement.
À cause de la longueur de la liste, celle-ci a été séparée en trois articles :
- Liste de jeux Amiga de A à H ;
- Liste de jeux Amiga de I à O ;
- Liste de jeux Amiga de P à Z.

Ces trois pages sont toutes accessibles par le sommaire compact qui suit.
| Sommaire : | 0-9 - A B C D E F G H I J K L M N O P Q R S T U V W X Y Z |

## 0-9
- 1000 Miglia
- 1000 cc Turbo
- 1497:Five Years After
- 1869 (en)
- 1943: The Battle of Midway
- 1990
- 1990: Die 1993'er Edition
- 1st Division Manager
- 1st Personal Pinball
- 20000 lieues sous les mers
- 3001 O'Connors Fight
- 3D Construction Kit
- 3D Construction Kit II (en)
- 3D Galax
- 3D Pool
- 3D World Boxing
- 3D World Soccer
- 3D World Tennis
- 4-Get-It
- 4D Sports Boxing
- 4D Sports Driving
- 4D Sports Driving Master Tracks I
- 4th & Inches (en)
- 4th and Inches Team Construction Disk
- 4x4 Off-Road Racing (en)
- 4 Wheel Drive
- 500 cc MotoManager
- 5th Gear (en)
- 688 Attack Sub
- 7 Colors
- 9 Lives (en)
- 944 Turbo Cup

## A
- A-10 Tank Killer
- A-Mopoly
- A-Soccer
- A-Train
- A-Train Construction Set
- A320 Airbus (en)
- A320 Airbus Vol. 2
- A.G.E.
- Aaargh! (en)
- Abandoned Places: A Time for Heroes (en)
- Abandoned Places 2 (en)
- ABC Monday Night Football (en)
- ABC Wide World of Sports Boxing (en)
- Abduction
- Abracadabra
- Abuse (Open source)
- Abyss
- ABZoo
- Academy: Tau Ceti II (en)
- Accordion
- Action Cat
- Action Fighter
- Action Service
- Action Stations!
- Act Out
- Addams Family, The
- Addictaball
- Adidas Championship Tie-Break
- Adrenalynn
- Adult Poker
- Advanced Destroyer Simulator (en)
- Advanced Fruit Machine Simulator
- Advanced Ski Simulator
- Advanced Tactical Fighter II
- Advantage Tennis (en)
- Adventure Construction Set
- Adventure Quest[1]
- Adventures in Math
- Adventures of Maddog Williams, The
- Adventures of Robin Hood, The (en)
- Adventures of Sinbad, The
- Adventures of Willy Beamish, The
- Adventures Through Time
- Aesop's Fables
- African Raiders-01
- Afrika Korps
- After Burner
- After Burner II
- After the War
- Age of Sail
- Agony
- Aigle d'Or, L': le retour
- Air Bucks
- Air Bucks v.1.2
- Air Combat Aces
- Air Supply
- Air Support
- Air Warrior
- Airball
- Airborne Ranger
- Air Force Commander
- Airmania!
- Airport
- AirTaxi
- Akira
- Aladdin
- Aladdin's Magic Lamp
- Albedo
- Alcatraz
- Alert
- Alert X
- Alfred Chicken
- Ali Baba
- Alianator
- Alien³
- Alien Bash 2
- Alien Breed
- Alien Breed Special Edition 92
- Alien Breed II: The Horror Continues
- Alien Breed: Tower Assault
- Alien Breed 3D
- Alien Breed 3D II: The Killing Grounds
- Alien Drug Lords: The Chyropian Connection
- Alien Fires 2199 AD
- Alien Hunter
- Alien Legion
- Alien Strike
- Alien Storm
- Alien Syndrome
- Alien Target
- Alien World
- Aliex
- All About America
- All American Tag-Team Wrestling
- Allan Border's Cricket
- All Dogs Go to Heaven
- All New World of Lemmings
- Alpha Waves
- Alpha-1
- Altered Beast
- Altered Destiny
- Alternate Reality: The City
- Amazed
- Amazing Spider-Man, The
- Ambermoon
- Amberstar
- AMC: Astro Marine Corps
- Amegas
- American Gladiators
- American Poker
- American Tag-Team Wrestling
- Amiga Encounter
- Amiga Karate
- Amiga Mind
- Amiga Poker
- Amiga Soccer
- Amnios
- Anarchy
- Anatomic Man
- Ancient Art of War in the Skies, The
- Ancient Battles
- Ancient Domains of Mystery
- Andromeda Mission
- Angel Nieto Pole 500
- Angst
- Annals of Rome
- Another World
- Anstoss
- Anstoss: World Cup Edition
- Antago
- Antares: Der Griff nach den Sternen
- Antheads: It Came from the Desert II
- Apache
- Apache Flight
- Apano Sin
- APB
- Apidya
- Apocalypse
- Apprentice
- Approach Trainer
- Aqua
- Aquablast
- Aquakon
- Aquanaut
- Aquatic Games, The
- Aquaventura
- Arabian Nights
- Arachnophobia
- Arcade Fruit Machine
- Arcade Pool
- Arcade Trivia Quiz
- Archer MacLean's Pool
- Archipelagos
- Archon: The Light and the Dark
- Archon II: Adept
- Arcticfox
- Arena
- Arena
- Arena 2000
- Arkanoid
- Arkanoid: Revenge of Doh
- Armada
- Armalyte: The Final Run
- Armour-Geddon
- Armour-Geddon II: Codename Hellfire
- Army Moves
- Arnhem: The 'Market Garden' Operation
- Arnie
- Arnie 2
- Art de la Guerre, L'
- The Art of Chess
- The Art of Go
- Arthur: The Quest for Excalibur
- Artificial Dreams
- Artura
- Arya Vaiv
- Ashes of Empire
- Aspar Master Grand Prix
- Assassin
- Assassin Special Edition
- Associe
- Astaroth: The Angel of Death
- Astate: La Malédiction des Templiers
- Astatin
- Astérix: le Coup du Menhir
- Astral
- ATAC
- Atax
- Atlantyda
- Atomania
- Atomic Robo-Kid
- Atomino
- Atomic
- ATR: All Terrain Racing
- Attacks
- Aufschwung Ost
- Aunt Arctic Adventure
- Aussie Joker Poker: A Gambling Game of Skill and Chance
- Austerlitz
- Australo Piticus Mechanicus
- Autoduel
- AV8B Harrier Assault
- Aventures de Moktar, Les
- Aventura Espacial, La
- Aventura Original, La
- Awesome
- Axel's Magic Hammer

## B
- B17 Flying Fortress
- B.A.T.
- B.A.T. 2
- Baal
- Baba Yaga
- Baby Bug
- Baby Jo in “Going Home”
- Back Sides
- Back to the Future Part II
- Back to the Future Part III
- Backgammon
- Backgammon
- Backgammon Royal
- Backgammon Royale
- Backlash
- Bad Cat
- Bad Company
- Bad Vibes
- Badlands
- Badlands Pete
- Balade au Pays de Big Ben
- Balance of Power: Geopolitics in the Nuclear Age
- Balance of Power: The 1990 Edition
- Ball Game, The
- Ball Lightning
- Ball Raider
- Ball Raider II
- Ballistic Diplomacy
- Ballistix
- Balloonacy
- Balls
- Ballyhoo
- Bande à Picsou, La : la Ruée vers l'Or
- Bandit Kings of Ancient China
- Bangboo
- Bangkok Knights
- Bank Buster
- Banshee
- Banzai
- Bar Games
- Barbarian: The Ultimate Warrior
- Barbarian II: The Dungeon of Drax
- Barbarian
- Barbarian II
- Bard's Tale, The: Tales of the Unknown
- Bard's Tale II, The: The Destiny Knight
- Bard's Tale III, The: Thief of Fate
- Bard's Tale Construction Set, The
- Bargon Attack
- Barney Mouse
- Baron Baldric: A Grave Adventure
- Barravento: O Mestre Da Capoeira
- Bart vs the Space Mutants
- Bart vs the World
- Base Jumpers
- Basket Manager, The
- Batman
- Batman: The Caped Crusader
- Batman Returns
- Battle Bound
- Battle Chess
- Battle Chess II: Chinese Chess
- Battle Command
- Battle Isle
- Battle Isle: Scenario Disk 1
- Battle Isle '93: The Moon of Chromos
- Battle Isle: Scenario Disk 3
- Battle Squadron
- Battle Trucks
- Battle Valley
- Battlehawks 1942
- Battlemaster
- Battleships
- Battlestorm
- BattleTech: The Crescent Hawk's Inception
- Battletoads
- Bazza'n'Runt
- BC Kid
- Beach Volley
- Beam
- Beambender
- Beastlord
- Beavers
- BeBop 'N Drop
- Behind the Iron Gate
- Beneath a Steel Sky
- Benefactor
- Benny Beetle In Colorworld
- Berlin 1948
- Bermuda Project
- Betrayal
- Better Dead Than Alien
- Beverly Hills Cop
- Beyond Dark Castle
- Beyond the Ice Palace
- Beyond Zork: The Coconut of Quendor
- Big Business
- Big Deal, The
- Big Game Fishing
- Big Nose the Caveman
- Big Red Adventure, The
- Big Run
- Big Sea
- Biing!: Sex, Intrigen und Skalpelle
- Bill and Ted's Excellent Adventure
- Bill Elliott's NASCAR Challenge
- Billiards Simulator
- Billiards II Simulator
- Bill's Tomato Game
- Bio Challenge
- Bionic Commando
- Birds of Prey
- Bismarck
- Bivouac
- Black Cauldron, The
- Black Crypt
- Black Gold
- Black Hornet
- Black Lamp
- Black Magic
- Black Sect
- Black Shadow
- Black Tiger
- Black Viper
- Blade
- Blade Warrior
- Blades of Steel
- Blastaball
- Blastar
- Blasteroids
- Blazing Thunder
- Blinky's Scary School
- Blitz Tennis
- Blitzkrieg
- Blitzkrieg at the Ardennes
- Blitzkrieg May 1940
- Blitz Bombers
- Blob
- Blobz
- Block Shock: The Last Chance
- Blockbuster
- Blockhead
- Blockhead II
- Blockout
- Blood Money
- BloodNet: A Cyberpunk Gothic
- Bloodwych
- Blue Angel 69
- Blue Angels
- Blueberry
- Blue Max: Aces of the Great War
- Blues Brothers, The
- The Blues Brothers 2: Jukebox Adventure
- BMX Simulator
- Bo Jackson Baseball
- Bob Morane: Ocean
- Bobo
- Bob's Bad Day
- Bob's Garden
- Bodo Illgner's Super Soccer
- Body Blows
- Body Blows Galactic
- Bograts: The Puzzling Misadventure
- Boing! The Game
- Bolo Mrowkojad
- Bomb Busters
- Bomb Fusion
- Bomb Jack
- Bomber Bob
- Bombuzal
- Bonanza Bros.
- Booly
- Boppin'
- Borodino
- Borrowed Time
- BosCar
- Boston Bomb Club
- Botics
- Boulderdash Construction Kit
- Bouncing Bill
- Bowls
- Bozuma
- Brad Stallion in Sex Olympics
- Brain Artifice
- Brain Blasters, The
- Brain Killer
- Brain Man
- Brainball
- Bram Stoker's Dracula
- Brat
- Brataccas
- Bravo Romeo Delta
- Breach
- Breach 2
- Breach 2 Enhanced
- Breathless
- Breed 2000
- Breed 96
- Brian Clough's Football Fortunes
- Brian Lara's Cricket
- Brian Lara's Cricket 96
- Brian the Lion
- Bride of The Robot
- Brides of Dracula
- Brigade Commander
- Brutal Football: Brutal Sports Series
- Brutal Paws of Fury
- Bubba 'n' Stix
- Bubble +
- Bubble and Squeak
- Bubble Bobble
- Bubble Dizzy
- Bubble Ghost
- Bubble Gun
- Bubble Heroes
- Buck Rogers: Countdown to Doomsday
- Buck Rogers 2
- Bucktooth Bob's Jungle Adventure
- Budokan: The Martial Spirit
- Buffalo Bill's Rodeo Games
- Bug Bash
- Bug Bomber
- Buggy Boy
- Build It
- Builderland: The Story of Melba
- Bump 'n' Burn
- Bumpy's Arcade Fantasy
- Bundesliga Manager
- Bundesliga Manager Hattrick
- Bunny Bricks
- Burger Man
- Burnin'n Rubber
- Burnout
- Burntime
- Bush Buck: A Global Treasure Hunt
- Butcher Hill

## C
- Cabal
- Cabaret Asteroids
- Cadaver
- Cadaver: The Pay Off
- Caesar
- Caesar Deluxe
- California Games
- California Games II
- Campaign
- Cannon Fodder
- Cannon Fodder 2
- Capital Punishment
- Capone
- Captain Blood
- Cap 'n' Carnage
- Captain Dynamo
- Captain Fizz Meets the Blaster-Trons
- Captain Planet and the Planeteers
- Captive
- Carcharodon: White Sharks
- Cardiaxx
- The Cardinal of the Kremlin
- Caribbean Disaster
- Carl Lewis Challenge, The
- Carlos
- Carnage
- Carrier Command
- Carthage
- Cartoons, The
- Carton Rouge: League Edition
- Carver
- CarVup
- Casino Gambling
- Cash
- Castle Kingdoms
- Castle Master
- Castle Master II: The Crypt
- Castle of Dr. Brain
- Castle Warrior
- Castles
- Castles II: Siege and Conquest
- Castlevania
- Castors Juniors dans la Forêt, Les
- Catch 'em
- Cattivik: The Videogame
- Cave Maze
- CaveMania
- Caverns of Pallè
- Cavitas
- Cedric And The Lost Sceptre
- Celtic Legends
- Centerbase: Science-Fiction Simulation
- Center Court Tennis
- Center Court Tennis 97
- Centerfold Squares
- Centurion: Defender of Rome
- Century
- Challenge Golf
- Challenger
- Chamber of the Sci-Mutant Priestess
- Chambers of Shaolin
- Champ, The
- Chamonix Challenge
- Champion Driver
- Champion of the Raj
- Champions of Krynn
- Championship Backgammon
- Championship Baseball
- Championship Cricket
- Championship Golf
- Championship Manager
- Championship Manager '93
- Championship Manager: End of Season
- Championship Manager 2
- Championship of Europe
- Championship Othello
- Championship Run
- Chaos Engine, The
- Chaos Engine 2, The
- Chaos in Andromeda: Eyes of the Eagle
- Chaos Strikes Back
- Charge of the Light Brigade
- Chariots of Wrath
- Charlie Chimp
- Charlie Chimp II: Monkey Mayhem
- Charlie J. Cool
- Charly
- Charon 5
- Chase
- Charr
- Chartbreaker
- Chase
- Chase H.Q.
- Chase H.Q. II: Spécial Criminal Investigation
- Chess Champion 2175
- Chess Simulator
- Chicago 90
- Chichén Itzá
- Chinese Karate
- Chip's Challenge
- Christmas Lemmings '93
- Christmas Lemmings '94
- Christminster
- Christoph Kolumbus
- Chronicles Of Omega, The
- Chubby Gristle
- Chuck Rock
- Chuck Rock II: Son of Chuck
- Chuck Yeager's Advanced Flight Trainer 2.0
- Chuckie Egg
- Chuckie Egg II
- Circus Attractions
- Circus Games
- Cisco Heat
- Citadel
- Citadel of Vras
- City Defence
- City of Death
- Civilization
- CJ's Elephant Antics
- CJ in the USA
- Classic 4
- Classic Arcadia and Baby Arcadia
- Classic Board Games
- Classic Invaders
- Clever and Smart
- Cliffhanger
- Clik Clak
- Clockwiser
- Clou!: ProfiDisk, Der
- Cloud Kingdoms
- Clown-o-Mania
- Clue, The
- Clue: Master Detective
- Clystron
- Coala
- Cobra
- Code name Hell Squad
- Codename: ICEMAN
- Cohort: Fighting for Rome
- Cohort II: Fighting for Rome
- Colonel's Bequest, The
- Colonization
- Colony, The
- Colorado
- Coloris
- Colossal Adventure[1]
- Combat Air Patrol
- Combat Course
- Combo Racer
- Commando
- Computer Baseball
- Computer Diplomacy
- Computer Edition of Risk, The: The World Conquest Game
- Computer Scrabble
- Computer Third Reich
- Conan The Cimmerian
- Conflict: Europe
- Conflict: Korea
- Conflict: Middle East
- Conqueror
- Conquest of Japan
- Conquestador
- Conquests of Camelot: The Search for the Grail
- Conquests of the Longbow: The Legend of Robin Hood
- Conversation with a Computer
- Continental Circus
- Continuum
- Contraption Zack
- Cool Croc Twins
- Cool Spot
- Cool World
- Corporation
- Corporation Mission Disk
- Corruption
- Corsarios
- Cortex
- Corx
- Cosmic Bouncer
- Cosmic Pirate
- Cosmic Spacehead
- Cosmo Ranger: S.O.L. AD 2000
- Cosmostruction
- Cougar Force
- Count Duckula
- Count Duckula II
- CourtRoom
- Cover Girl Poker
- Cover Girl Strip Poker
- Covert Action
- Crack
- Crack Down
- Craps Academy
- Crash Garrett
- Crash Landing
- Crazy Cars
- Crazy Cars II
- Crazy Cars III
- Crazy Cones
- Crazy Seasons
- Crazy Shot
- Crazy Sue
- Crazy Sue Goes On
- Creature
- Creatures
- Creepers
- Creepy
- Cricket
- Cricket Captain
- Crime City
- Crime ne paie pas, Le
- Crime Time
- Crime Wave
- Crimson Crown
- Croisière pour un cadavre
- Crossbow: The Legend of William Tell
- CrossCheck
- Crossfire
- Crossfire II
- Crossword Wizard
- Crown
- Crown of Ardania, The
- Cruncher Factory
- Crystal Dragon
- Crystal Hammer
- Crystal Kingdom Dizzy
- Crystal Quest
- Crystal Palace
- Crystals of Arborea
- Cubit
- CubeMaster
- Cubulus
- Cube-X
- Curse of Enchantia
- Curse of Ra
- Curse of the Azure Bonds
- Custodian
- Cutthroats
- Cyber Assault
- Cyber Cop
- Cyber Empire
- Cyber Force: Zniewolony Umysl
- Cyber Kick
- Cyber World
- Cyberball
- Cyberblast
- Cybercon III
- Cybernauts
- Cybernoid: The Fighting Machine
- Cybernoid II: The Revenge
- Cyberpunks
- Cybersphere
- Cyberzerk
- Cybexion
- Cycles, The: International Grand Prix Racing
- Cygnus 8
- Cytadela
- Cytron

## D
- DRAGON Force: Where Negotiations End
- D/Generation
- Daily Double Horse Racing
- Dalek Attack
- Daley Thompson's Olympic Challenge
- Damage: The Sadistic Butchering of Humanity
- Dames Simulator
- Damocles: Mercenary II
- Dan Dare III: The Escape
- Dan Wilder
- Danger Castle
- Danger Freak
- Dangerous Streets
- Darius+
- Dark Castle
- Dark Century
- Dark Fusion
- Dark Queen of Krynn, The
- Dark Seed
- Darkman
- Darkmere: The Nightmare's Begun
- DarkSpyre
- Das Boot
- Das Deutsche Imperium
- Das Dschungelbuch
- Das Haus
- Das Magazin
- Das Schwarze Auge - Schicksalsklinge
- Datastorm
- Dawn Patrol
- Day of the Pharaoh
- Day of the Viper
- Daylight Robbery
- Days of Thunder
- D-Day
- D-Day: The Beginning of the End
- Deadline
- Death Bringer
- Death Knights of Krynn
- Death Mask
- Death or Glory: The Battle of Morgan
- Death Trap
- Deathbots
- Deathbringer: The Sword of Abaddon
- Début: Planet Simulation
- The Deep
- Deep Core
- Deep Space
- Def Con 5
- Defender (1980)
- Défender II
- Defender (1993)
- Defender of the Crown
- Defender of the Crown II
- Defenders of the Earth
- Deflector
- Deja Vu: A Nightmare Comes True
- Deja Vu II: Lost In Las Vegas!!
- Deliverance
- Delivery Agent
- Delta Patrol
- Delta Run
- Deluxe Galaga
- Deluxe Pac-Man
- Deluxe Strip Poker
- Deluxe Strip Poker 2
- Demolition
- Demon Blue
- Demoniak
- Demon's Tomb: The Awakening
- Demon's Winter
- Demon Wars
- Denaris
- Dennis
- Descent
- Descent: Freespace The Great War
- Desert Racing of BarDos
- Desert Strike: Return to the Gulf
- Desert Wolf
- Destroyer
- Detector
- Detonator
- Detroit
- Deuteros: The Next Millennium
- Devious Designs
- Diablo
- Diamonds
- Dick Tracy
- Dick Tracy: The Crime Solving Adventure
- Diego
- Diggers
- Die Hard 2: Die Harder
- Dimo's Quest
- Dino Wars
- Dinosaur Detective Agency
- Diosa de Cozumel, La
- Disc
- Discovery
- Discovery: In the Steps of Columbus
- Disposable Hero
- Distant Armies: A Playing History of Chess
- Dithell in Space
- Dizzy Dice
- Dizzy: Prince of the Yolkfolk
- Dizzy Panic!
- DNA: The Variety of Life
- DNA Warrior
- Doc Croc's Outrageous Adventures
- Dogfight: 80 Years Of Aerial Warfare
- Dogs of War
- Dojo Dan
- Doman
- Domination
- Dominator
- Dominium
- Donald Duck's Playground
- Donald's Alphabet Chase
- Donk!: The Samurai Duck!
- Doodlebug: Bug Bash 2
- Doofus
- Doom
- Doom II
- Do! Run Run
- Double Agent
- Double Dragon
- Double Dragon II: The Revenge
- Double Dragon 3: The Rosetta Stone
- Double Dribble
- Double Mind
- Downhill Challenge
- Drachen Von Laas, Die
- Dr. Doom's Revenge!
- Dr. Fruit
- Dr. Plummet's House Of Flux
- Draggy and Croco
- Dragon Breed
- Dragon Fighter
- Dragon Ninja
- Dragon Spirit
- Dragon Tiles II: The Tournament
- Dragon Wars
- Dragon's Lair
- Dragon's Lair II: Time Warp
- Dragon's Lair III: The Curse of Mordread
- Dragon's Lair: Escape from Singe's Castle
- Dragonflight
- Dragonflight
- Dragons Breath
- Dragons of Flame
- DragonScape
- Dragonstone
- DragonStrike
- Drakkhen
- Dreadnoughts
- Dreamweb
- Dream Zone
- Driller
- Drivin' Force
- Drol
- Drop It
- Dugger
- Duke Nukem 3D: Atomic Edition
- Dune
- Dune II: The Battle for Arrakis
- Dungeon Adventure[1]
- Dungeon Flipper
- Dungeon Master
- Dungeon Master II: The Legend of Skullkeep
- Dungeon Quest
- Dungeons, Amethysts, Alchemists 'N' Everythin'
- Dungeons of Avalon
- Dungeons of Avalon II: The Island of Darkness
- Dylan Dog
- Dyna Blaster
- Dynamite Düx
- Dynamo
- Dynasty Wars
- Dynatech
- Dyter 07

## E
- Eagle's Rider
- Earl Weaver Baseball
- Earth 2140
- Eat The Whistle: France 98 Edition
- EbonStar
- Eco
- Eco Phantoms
- Edd the Duck!
- Edd the Duck 2: Back With A Quack!
- Einmal Kanzler sein
- Eishockey Manager
- Eksperyment Delfin
- Electronic Pool
- Elf (1988)
- Elf (1991)
- Elfmania
- Eliminator
- Elite
- Elvira: The Arcade Game
- Elvira: Mistress of the Dark
- Elvira II: The Jaws of Cerberus
- Elysium
- Embryo
- Emerald Mine
- Emlyn Hughes International Soccer
- Emmanuelle
- Emperor of the Mines
- Empire Soccer 94
- The Empire Strikes Back
- Empire: Wargame of the Century
- Enchanted Land
- Enchanter
- Enforcer, The
- Enemy: Tempest of Violence
- England Championship Special
- Enigma Device, The
- Enigme à Oxford
- Enlightenment: Druid II
- Enterprise
- Entity
- Epic
- Erben der Erde: Die Grosse Suche
- Erben des Throns
- Erik
- Escape from Colditz
- Escape from the Planet of the Robot Monsters
- Eskadra
- Eskimo Games
- Espana: The Games '92
- Espionage
- E.S.S.
- ESWAT: Cyber Police
- ET's Rugby League
- Euro League Manager
- Euro Soccer
- EuroSoccer '88
- European Championship 1992
- European Football Champ
- European Soccer Challenge
- European Space Simulator
- Evil Garden
- Evolution Cryser
- Excellent Card Games
- Excellent Card Games II
- Excellent Card Games III
- Exile
- Exodus 3010
- Exodus: The Last War
- Exolon
- Explora: Time Run
- Explora II
- Explora III : Sous le Signe du Serpent
- Extase
- Extasy
- Extensor
- Exterminator
- Extrial
- Exxon
- Eye of Horus, The
- Eye of the Beholder
- Eye of the Beholder II: The Legend of Darkmoon
- Eye of the Dragon
- Eye of the Storm

## F
- F-15 Strike Eagle II
- F-16 Combat Pilot
- F-19 Stealth Fighter
- F-29 Retaliator
- F/A-18 Interceptor
- F1
- F17 Challenge
- F1 GP Circuits
- F1 Manager
- F1 Tornado
- F1 World Championship Edition
- F17 Challenge
- Face-Off (Anco)
- Face-Off (Krisalis)
- Faces: Tris III
- Faery Tale Adventure, The
- Falcon
- Fallen Angel
- Fallen Empire
- Familien Duell
- Famous Five, The: Five on a Treasure Island
- Fantastic Dizzy
- Fantastic Voyage
- Fantasy Flyer
- Fantasy Games
- Fantasy Manager: The Computer Game
- Fantasy World Dizzy
- Fascination
- Fast Break
- Fast Eddie's Pool
- Fast Food
- Fast Lane!: The Spice Engineering Challenge
- Fatal Heritage
- Fate: Gates of Dawn
- Fatman: The Caped Consumer
- Fears
- Federation Quest 1: B.S.S. Jane Seymour
- Femme Fatale
- Femme Fatale 2.0
- Fernandez Must Die
- Feeble Files, The
- Ferrari Formula One
- Fetiche Maya, Le
- Feud
- Feudal Lords
- Fidelity Chessmaster 2100, The
- Fields of Glory
- FIFA International Soccer
- Fighter Bomber
- Fighter Command
- Fighter Duel Pro
- Fighter Duel Pro 2
- Fightin' Spirit
- Fighting Soccer
- Fill 'em
- Final Assault
- Final Battle, The
- Final Blow
- Final Command
- Final Conflict, The
- Final Countdown
- Final Fight
- Final Gate, The
- Final Mission, The
- Final Odyssey: Theseus Verses The Minotaur
- Fire!
- Fire and Brimstone
- Fire and Ice
- Fire and Brimstone
- Fire and Forget
- Fire and Forget 2: The Death Convoy
- Fire Power
- Fire Zone
- Fireball
- Fireblaster
- Fire-Brigade: The Battle for Kiev 1943
- Fireforce
- Firehawk
- Firestar
- Fireteam 2200
- First Contact
- First Person Pinball
- First Samurai
- Fish!
- Fist Fighter
- Flamingo Tours
- Flashback
- Flight of the Amazon Queen
- Flight of the Intruder
- Flight Path 737
- Flight Simulator
- Flight Simulator 2
- Flimbo's Quest
- Flink
- Flintstones, The
- Flip Flop
- Flip-it and Magnose: Water Carriers from Mars
- Flippit
- Flood
- Floor 13
- Fly Fighter
- Fly Harder
- Flyin' High
- Flying Shark
- The Fool's Errand
- F.O.F.T.: Federation of Free Traders
- Football Champ
- Football Glory
- Footballer of the Year 2
- Football Manager
- Football Manager 2
- Football Manager: World Cup Edition
- Forest Dumb
- Forest Dumb Forever
- Forgotten Worlds
- Formula 1 3D
- Formula One Challenge
- Formula One Grand Prix
- Formula One Masters
- Fort Apache
- Fortress Underground
- Foundation
- Foundation: The Director's Cut
- Foundation: Gold
- Foundation: The Undiscovered Land
- Foundation's Waste
- Four Crystals of Trazere, The
- Franco Baresi World Cup Kick Off
- Franko: The Crazy Revenge
- Frankenstein
- Freddy Hardest in South Manhattan
- Freedom: les Guerriers de l'Ombre
- Frenetic
- Fright Night
- Frontier: Elite II
- Frost Byte
- Fugger
- Full Contact
- Full Metal Planete
- Fun School
- Fury of the Furries
- Fusion
- Future Basketball
- Future Bike Simulator
- Future Space
- Future Sport
- Future Tank
- Fuzzball
- Fußball Total!

## G
- G-LOC: R360
- Gainforce
- Galactic
- Galactic Conqueror
- Galactic Empire
- Galactic Invasion
- Galactic Warrior Rats
- Galaxy Blast
- Galaxy Force II
- Galdregon's Domain
- Game of Harmony, The
- Games, The: Summer Édition
- Games, The: Winter Édition
- Ganymed
- Guardian
- Garfield: Big, Fat, Hairy Deal
- Garfield: Winter's Tail
- Garrison
- Garrison II: The Legend Continues
- Gary Lineker's Hot-Shot!
- Gate 2 Freedom
- Gateway to the Savage Frontier
- Gauntlet II
- Gauntlet III: The Final Quest
- Gazza's Super Soccer
- Gazza II
- GBA Championship Basketball: Two on Two
- Gee Bee Air Rally
- Geisha
- Gem Stone Legend
- Gemini Wing
- Gem'X
- Genesia
- Genetic Species
- Genghis Khan
- Genius
- Germ Crazy
- German Football Simulation, The
- German Trucking
- Get Out
- Gettysburg: The Turning Point
- Gettysburg
- GFL Championship Football
- GFL Championship Golf
- Ghost Battle
- Ghostbusters II
- Ghosts'n Goblins
- Ghouls'n Ghosts
- Giganoid
- Gilbert: Escape from Drill
- Gladiators
- Global Commander
- Global Effect
- Global Gladiators
- Globdule
- Globulus
- GlobeTrotter
- Gloom
- Gloom Deluxe
- Gloom 3: Zombie Edition
- G.Nius
- Gnome Alone
- Gnome Ranger
- Goal!
- Go Player
- Gobliiins
- Gobliins 2: The Prince Buffoon
- Goblins 3
- Godfather, The
- Gods
- Golden Axe
- Golden Path
- Gold of the Americas: The Conquest of the New World
- Gold of the Aztecs, The
- Gold of the Realm
- Gold Rush!
- Goldrunner
- Goldrunner II
- Gorky 17 (AmigaOS 4.0)
- Gotcha
- GP Tennis Manager
- Graeme Souness Soccer Manager
- Graeme Souness Vektor Soccer
- Graffiti Man
- Graham Gooch World Class Cricket
- Graham Taylors Soccer Challenge
- Grand Monster Slam
- Grand National
- Grand Prix 500 2
- Grand Prix Circuit
- Grand Prix Master
- Grand Slam
- Gravity
- Grav Attack
- Gravity Power
- Great Courts
- Great Courts II
- Great Giana Sisters, The
- Great Napoleonic Battles
- Greg Norman's Ultimate Golf
- Gremlin 2: The New Batch
- Gridiron!
- Grid Runner
- Grid Start
- Grimblood
- Guardian
- Guardian Angel, The
- Guerilla in Bolivia
- Guild of Thieves, The
- Gulp!
- Gunbee F-99: The Kidnapping of Lady Akiko
- Gunboat
- Gunship
- Gunship 2000
- Gunshoot
- Guy Roux Manager
- Guy Spy and the Crystals of Armageddon

## H
- H.A.T.E.: Hostile All Terrain Encounter
- Hacker
- Hacker II: The Doomsday Papers
- Hägar The Horrible
- Halley Project, The: A Mission in our Solar System
- Halls of Montezuma
- Hammer Boy
- Hammerfist
- Hannibal
- Hanse
- Hanse: Die Expedition
- Hardball
- Hard Drivin'
- Hard Drivin' II: Drive Harder
- Hard 'n' Heavy
- Hard Nova
- HardBall!
- HardBall II
- Hare Raising Havoc
- Harlequin
- Harley-Davidson: The Road to Sturgis
- Harpoon
- Harricana
- Harry's Balloons
- Hattrick!
- Hamkeye
- Head over Heels
- Heart of China
- Heart of the Dragon
- Heavy Metal
- Heavy Metal Heroes
- Heimdall
- Heimdall 2: Into the Hall of Worlds
- Hell Bent
- Hell Raiser
- Hell Run
- Hellfire Attack
- Hellraider
- Heretic II
- Herewith the Clues
- Heroes of the Lance
- HeroQuest
- HeroQuest II: Legacy Of Sorasil
- Hex
- Hexen
- Hexuma: Das Auge Des Kal
- High Seas Trader
- High Steel
- Highway Hawks
- Highway Patrol II
- Hillsea Lido
- Hillsfar
- Hired Guns
- Historyline 1914-1918
- Hitchhiker's Guide to the Galaxy, The
- Hoi
- Holiday Lemmings 1993
- Holiday Lemmings 1994
- Holiday Maker
- Hollywood Hustler
- Hollywood Pictures
- Hollywood Poker
- Hollywood Poker Pro
- Home Alone
- Hong Kong Phooey
- Hook
- Horror Zombies from the Crypt
- Hotel Detective
- Hot Rod
- Hotshot
- Hound of Shadow, The
- Hoversprint
- Howzat! One Day International Cricket
- Hoyle Book of Games Volume 1
- Hoyle Book of Games Volume 2: Solitaire
- Hoyle Book of Games Volume 3: Great Board Games
- Huckleberry Hound
- Hudson Hawk
- Hugo
- Human Killing Machine
- Humans, The
- Humans 2, The: Jurassic Levels
- Humans 3: Evolution
- Hunt for Red October, The (1987)
- Hunt for Red October, The (1990)
- Hunter
- Hunter Killer
- Hurricane Commando
- Hybris
- Hydra
- Hyperdome
- Hyperforce
- Hyperion

| Sommaire : | 0-9 - A B C D E F G H I J K L M N O P Q R S T U V W X Y Z |